# 蒂芬奥特
蒂芬奥特（德語：Tiefenort，發音：[ˈtiːfn̩ˌʔɔʁt]）是德国图林根州瓦特堡县曾经的一个市镇，面积34.71平方千米，2017年12月31日人口为3,825人。2018年7月6日，蒂芬奥特与市镇苏尔河畔埃滕豪森和弗劳恩塞并入市镇巴特萨尔聪根。